# Fem myror är fler än fyra elefanter
Fem myror är fler än fyra elefanter är ett svenskt barnprogram från 1973, 1974 och 1975 med Magnus Härenstam, Brasse Brännström och Eva Remaeus. Programmet underhöll barnen med sketcher och sånger, där undervisning om bland annat bokstäver, siffror och lägesangivelser alltid förekom. Det sändes för första gången i TV2 med start den 19 november 1973, våren 1974, och vintern-våren 1975.
Programmet har sänts i repris ett stort antal gånger och finns utgivet på VHS och DVD samt som PC-spel av Pan Vision. Första PC-spelet vann årets barnspel och årets svenska spel på Dataspelsgalan 2000. År 1977 var programmet Sveriges Televisions julkalender.

## Om serien
Förutom att underhålla barnpubliken hade programmet ett pedagogiskt syfte och ville väcka intresse för bokstäver och siffror. Varje avsnitt hade en bokstav och en siffra som tema. Magnus, Brasse och Eva hade genomgående roller: en pedant, en slarver och en ordentlig person. I flera av seriens senare delar hade de animerade delarna Monica Zetterlund och Tomas Löfdahl som berättarröster. Bengt Linné och Lasse Haglund producerade serien. Bengt Ernryd skrev musiken, och Magnus Härenstam och Brasse Brännström skrev sångtexterna. Animationerna ritades av Owe Gustafson och för dess ljud stod Jan Brandhildh och Lennart Jörevall.
Programmen bestod av en rad revyartade sketcher och sångnummer med några fasta inslag. Ett exempel är Brasses "Lattjo-lajban-låda", där han presenterar fyra djur, varav ett skall tas bort. Magnus och Eva gissade, men fick alltid fel från Brasses "fiffighetssynpunkt"; avsikten var att lära barnen att en sak kan ha flera egenskaper. Det fanns också tecknade filmer, bland annat med elefanter som släpar fram de bokstäver som är aktuella.
Knysten och Fräs var två dockfigurer som var med i de allra första omgångarna av programmet. Sandro Key-Åberg hade skrivit pratet till dockorna och rösterna framfördes av John Harryson som Knysten och Helena Brodin som Fräs. Dockförare var Dennis Smith och Annty Landherr.
Programmet är numera en så kallad kultklassiker. I september 2006 utsågs programmet till "bästa svenska barnprogram genom tiderna" i SVT:s Folktoppen med över 50 % av rösterna.

## Medverkande
- Magnus Härenstam − Magnus
- Brasse Brännström − Brasse
- Eva Remaeus − Eva
- Tomas Löfdahl − berättare
- Monica Zetterlund − berättare

## Pedagogisk bakgrund
Förlagan till Fem myror är fler än fyra elefanter var det amerikanska programmet Sesame Street, som också arbetade med pedagogik. Det visade sig vid TV2:s egna preliminära utvärderingar av "Fem myror" att inlärningseffekten hos barnen var begränsad. Man fokuserade sig därför mer på att väcka intresse och mindre på att lära ut. Den sprallige och okunnige Brasse överlistar också ofta Eva och Magnus, vilket hade till syfte att visa att fantasi och nyfikenhet ibland är viktigare än kunskap.
Under tidigt 1970-tal hade många svenska barnprogram en stark pedagogisk målsättning. Ofta var syftet att lära barnen att det finns andra som inte har det lika gott ställt som de själva. "Fem myror" hade däremot många inslag med glamorös kostymering och kiss- och bajshumor. Det kritiserades därför för att vara glittrigt, opedagogiskt och ha en med tidens mått mätt alltför blek politisk ådra.
Det är en vanlig uppfattning att "Fem myror" var mycket framgångsrikt i sin pedagogiska ambition. Hur de tittande barnen påverkades och om de lärde sig någonting har dock aldrig undersökts vetenskapligt.

## Utgivning på VHS och DVD
När serien gavs ut på VHS hade man klippt ihop de bästa sketcherna till åtta delar. Varje del var då cirka en timme lång.
År 2000 distribuerades tre VHS-utgåvor av Independent Video. Det är den versionen som också finns utgiven på DVD. DVD-skivorna innehåller 17 nyklippta avsnitt med en total speltid på ungefär 9 timmar.
De tre delarna som finns utgivna på DVD utgör de tre första skivorna i en 4 disc-box. Den fjärde skivan innehåller där lucköppningarna ur julkalendern och även några sketcher. Boxen har givits ut två gånger – 2008 och 2014.

## Musik
Det gavs ut tre skivor med låtar från programmet.
- Fem myror är fler än fyra elefanter (1975)
- Fler myror och elefanter (1977)
- Fem myror är fler än fyra elefanter (2001, samlingsalbum)